# Sergio Peña (football, 1995)
Cet article possède des homonymes et des paronymes, voir Peña (homonymie) et Flores.
Sergio Fernando Peña Flores, né à Lima le 28 septembre 1995, est un footballeur international péruvien. Il joue au poste de milieu de terrain à l'Alianza Lima.

## Biographie

### Carrière en club
Formé à l'Alianza Lima, Sergio Peña y fait ses débuts professionnels en 2012 avant d'être transféré au Grenade CF en 2014. Il joue d'abord au Recreativo Granada, l'équipe réserve du Grenade CF, puis revient au Pérou sous forme de prêt à l'Alianza Lima (2015) puis à l'Universidad San Martín de Porres (2016). 
De retour en Espagne, il est promu en équipe première du Grenade CF puis est à nouveau prêté au CD Tondela, au Portugal, en 2018. Avec ce dernier club, il joue un total de 32 matchs en Primeira Liga, inscrivant un but.
En 2019, il change de club et part pour les Pays-Bas au FC Emmen. Le 13 mai 2021, il se met en évidence en étant l'auteur d'un doublé en Eredivisie, lors de la réception du SC Heerenveen. Peña inscrit un total de six buts en championnat cette saison-là.
Parti au Malmö FF en 2021, il devient champion de Suède avec ce club en fin de saison.

### Carrière en équipe nationale
Sergio Peña est convoqué pour la première fois en équipe du Pérou par le sélectionneur Ricardo Gareca à l'occasion des éliminatoires de la Coupe du monde 2018 lors d'un match contre le Venezuela à Maturín, le 23 mars 2017 (score 2-2). Présélectionné pour la Coupe du monde 2018 en Russie, il est finalement exclu de la liste finale. 
Il revient en sélection deux ans plus tard afin de disputer les éliminatoires de la Coupe du monde 2022 puis la Copa América 2021, dernier tournoi où il marque un but le 20 juin 2021, contre la Colombie (victoire 2-1), et devient titulaire de l'équipe en disputant tous les matchs (sept) du Pérou dans la compétition.

## Statistiques

### En sélection nationale
| Saison                | Sélection             | Phases finales        | Phases finales | Phases finales | Phases finales | Éliminatoires CDM | Éliminatoires CDM | Éliminatoires CDM | Matchs amicaux | Matchs amicaux | Matchs amicaux | Total | Total | Total |
| Saison                | Sélection             | Compétition           | M              | B              | Pd             | M                 | B                 | Pd                | M              | B              | Pd             | M     | B     | Pd    |
| --------------------- | --------------------- | --------------------- | -------------- | -------------- | -------------- | ----------------- | ----------------- | ----------------- | -------------- | -------------- | -------------- | ----- | ----- | ----- |
| 2016-2017             | Pérou                 | -                     | -              | -              | -              | 1                 | 0                 | 0                 | 1              | 0              | 0              | 2     | 0     | 0     |
| 2017-2018             | Pérou                 | Coupe du monde 2018   | -              | -              | -              | 2                 | 0                 | 0                 | 2              | 0              | 0              | 4     | 0     | 0     |
| 2018-2019             | Pérou                 | Copa América 2019     | -              | -              | -              | -                 | -                 | -                 | 3              | 0              | 0              | 3     | 0     | 0     |
| 2019-2020             | Pérou                 | -                     | -              | -              | -              | -                 | -                 | -                 | 0              | 0              | 0              | 0     | 0     | 0     |
| 2020-2021             | Pérou                 | Copa América 2021 4e  | 7              | 1              | 0              | 2                 | 0                 | 0                 | -              | -              | -              | 9     | 1     | 0     |
| 2021-2022             | Pérou                 |                       | -              | -              | -              | 9                 | 2                 | 0                 | 2              | 0              | 0              | 11    | 2     | 0     |
| 2022-2023             | Pérou                 |                       | -              | -              | -              | -                 | -                 | -                 | 4              | 0              | 0              | 4     | 0     | 0     |
| 2023-2024             | Pérou                 | Copa América 2024     | 3              | 0              | 0              | 2                 | 0                 | 0                 | 3              | 1              | 0              | 8     | 1     | 0     |
| 2024-2025             | Pérou                 | -                     | -              | -              | -              | 8                 | 0                 | 0                 | -              | -              | -              | 8     | 0     | 0     |
| Total sur la carrière | Total sur la carrière | Total sur la carrière | 10             | 1              | 0              | 24                | 2                 | 0                 | 15             | 1              | 0              | 49    | 4     | 0     |

#### Buts en sélection
| Buts en sélection de Sergio Peña | Buts en sélection de Sergio Peña | Buts en sélection de Sergio Peña                  | Buts en sélection de Sergio Peña | Buts en sélection de Sergio Peña | Buts en sélection de Sergio Peña | Buts en sélection de Sergio Peña |
|                                  | Date                             | Lieu                                              | Adversaire                       | Score                            | Résultat                         | Compétition                      |
| -------------------------------- | -------------------------------- | ------------------------------------------------- | -------------------------------- | -------------------------------- | -------------------------------- | -------------------------------- |
| 1.                               | 20 juin 2021                     | Estádio Olímpico Pedro Ludovico, Goiânia (Brésil) | Colombie                         | 1-0                              | 2-1                              | CA 2021                          |
| 2.                               | 7 octobre 2021                   | Estadio Nacional, Lima (Pérou)                    | Chili                            | 2-0                              | 2-0                              | QCM 2022                         |
| 3.                               | 11 novembre 2021                 | Estadio Nacional, Lima (Pérou)                    | Bolivie                          | 3-0                              | 3-0                              | QCM 2022                         |

## Palmarès
Malmö FF
- Championnat de Suède (1) :
  - Champion : 2021.
- Coupe de Suède (1) :
  - Vainqueur : 2022.